# Маниема Юнион (футбольный клуб)
Маниема Юнион (англ. Association Sportive Maniema Union) — футбольный клуб, базирующийся в городе Кинду (ДР Конго). Основан в 2005 году. Участвует в Чемпионате ДР Конго по футболу. Домашний стадион вмещает 10 000 человек. Тренером клуба является Папи Кимото.

## История
Клуб был основан в 2005 году. Клуб участвовал в Кубку Конфедерации КАФ 2008, 2018 и в 2019 году. Победитель Кубка Демократической Республики Конго по футболу в 2007, 2017 и 2019.